# Architettura giyōfū

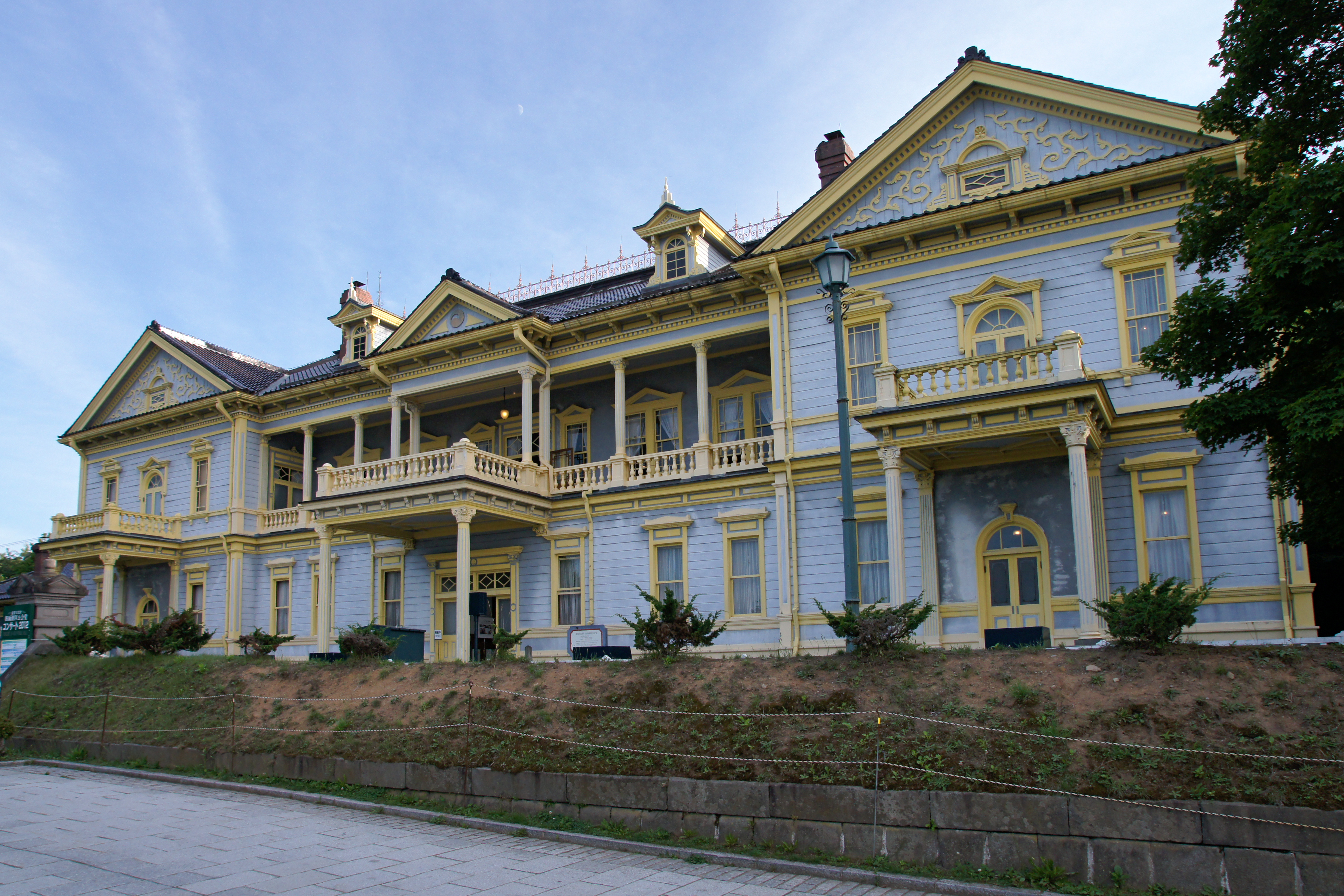
Il Vecchio Municipio di Hakodate, un tipico esempio di architettura giyōfū

L'architettura giyōfū è uno stile architettonico impiegato in Giappone durante il primo periodo Meiji. Gli edifici realizzati in questo stile hanno la peculiarità di somigliare fortemente a edifici europei e occidentali in generale, pur essendo costruiti secondo tecniche tradizionali giapponesi.

## Storia
Il luogo d'origine e centro d'irraggiamento dell'architettura giyōfū, diffusasi a partire dagli anni 1860 in seguito alla fine dell'isolamento giapponese, può essere rintracciato nella città portuale di Yokohama, laddove la presenza di stranieri ed europei si era manifestata più precocemente. Questo stile si diffuse ben presto in tutto il Giappone, ma anche in Corea e in Cina. Il progressivo conoscimento delle tecniche di costruzioni occidentali da parte degli ingegnere e architetti giapponesi portò infine alla graduale scomparsa di questo stile architettonico.